# Badminton-Asienmeisterschaft 2001
Die Badminton-Asienmeisterschaft 2001 fand im PhilSports Arena in Manila, Philippinen, vom 22. bis 26. August 2001 statt.

## Medaillengewinner
| Disziplin    | Gold                              | Silber                          | Bronze                         |
| ------------ | --------------------------------- | ------------------------------- | ------------------------------ |
| Herreneinzel | Xia Xuanze                        | Lin Dan                         | Indra Wijaya                   |
| Herreneinzel | Xia Xuanze                        | Lin Dan                         | Shon Seung-mo                  |
| Dameneinzel  | Zhang Ning                        | Wang Chen                       | Dong Fang                      |
| Dameneinzel  | Zhang Ning                        | Wang Chen                       | Ling Wan Ting                  |
| Herrendoppel | Bambang Suprianto Tri Kusharyanto | Tony Gunawan Candra Wijaya      | Cheng Rui Wang Wei             |
| Herrendoppel | Bambang Suprianto Tri Kusharyanto | Tony Gunawan Candra Wijaya      | Hendra Gunawan Alvent Yulianto |
| Damendoppel  | Gao Ling Huang Sui                | Deyana Lomban Vita Marissa      | Eny Erlangga Jo Novita         |
| Damendoppel  | Gao Ling Huang Sui                | Deyana Lomban Vita Marissa      | Zhao Tingting Zhang Yawen      |
| Mixed        | Kim Dong-moon Ra Kyung-min        | Bambang Suprianto Minarti Timur | Tony Gunawan Vita Marissa      |
| Mixed        | Kim Dong-moon Ra Kyung-min        | Bambang Suprianto Minarti Timur | Tri Kusharyanto Emma Ermawati  |

## Resultate

### Herreneinzel
- Riyaz Ahmed –  Hesham Abdulrahman Mohamed Alabbasi: 15-8 / 17-16
- Moosa Nashid -  Vanna Khun: 15-2 / 15-6
- Tareq Shalhoum -  Bunarith Sam: 15-1 / 13-15 / 15-6
- Udaya Wanasinghe –  Mohamed Salleh: 15-6 / 15-5
- Thang Le Dai –  Assad C. E. Sayed: 15-3 / 15-1
- Tong O Man –  Uzuree Abdl Rahman: 15-6 / 15-5
- Niroshan John -  Sokhang Krang: 15-7 / 15-13
- Afshin Bozorgzadeh –  Riyaz Ahmed: 15-4 / 15-2
- Lloyd Escoses -  Bassel Al-Dora: 15-0 / 15-12
- Moosa Nashid –  Chinthaka Gunaratne: 13-15 / 15-13 / 15-6
- Leong Kin Fai –  Jaffer Sayede: 15-0 / 15-2
- Jaime Llanes –  Jalal Eskandari: 15-12 / 15-8
- Jaime Junio -  Tareq Shalhoum: 15-6 / 15-4
- Udaya Wanasinghe –  Fathuhulla Shakeeb: 15-5 / 15-12
- Hồ Văn Lợi –  Chan Io Chong: 15-3 / 15-2
- Arolas Amahit –  Adam Nashwath: 15-4 / 15-0
- Thang Le Dai –  Abdullah Ali: 15-6 / 15-9
- Lin Dan –  Sachin Ratti: 9-15 / 15-3 / 15-12
- Jang Young-soo –  Yousuke Nakanishi: 12-15 / 15-5 / 15-6
- Sairul Amar Ayob –  Shinya Ohtsuka: 15-13 / 13-15 / 15-3
- Tam Kai Chuen –  Jakrapan Thanathiratham: 15-8 / 15-4
- Wu Yunyong –  Josemari Fujimoto: 15-1 / 15-4
- Hendra Wijaya –  Đỗ Quang Huy: 15-2 / 15-7
- Ismail Saman –  Kennevic Asuncion: 15-7 / 15-9
- Xiao Hui –  Thang Le Dai: 15-3 / 15-4
- Golam Reza Bagheri –  Dinesh D. Ranasinghe: 12-15 / 15-6 / 15-1
- Park Tae-sang –  Peerasak Wiriyaphadungphong: 15-2 / 15-7
- Indra Wijaya –  Liao Sheng-shiun: 15-5 / 15-12
- Lee Chong Wei –  Chetan Anand: 12-15 / 15-12 / 15-6
- Hidetaka Yamada –  Ng Wei: w.o.
- Abhinn Shyam Gupta –  Ian Gil Piencenaves: w.o.
- Jason Wong –  Kazuhiro Shimogami: w.o.
- Chen Yu –  Lu Feng-chieh: w.o.
- Taufik Hidayat –  Lloyd Escoses: 15-6 / 15-8
- Lin Dan –  Jang Young-soo: 15-13 / 15-4
- Fung Permadi –  Hồ Văn Lợi: 15-3 / 15-1
- Sairul Amar Ayob –  Tam Kai Chuen: 15-9 / 15-8
- Hsuan Su-yi –  Roderick Bartolome: 15-8 / 15-6
- Wu Yunyong –  Hendra Wijaya: 15-6 / 15-8
- Shon Seung-mo –  Chien Yu-hsiu: 17-15 / 15-7
- Xiao Hui –  Ismail Saman: 15-2 / 17-15
- Hidetaka Yamada –  Golam Reza Bagheri: 15-3 / 15-8
- Lee Tsuen Seng –  Chang Jeng-shyuang: 15-5 / 15-7
- Park Tae-sang –  Abhinn Shyam Gupta: 14-17 / 15-11 / 15-7
- Xia Xuanze –  Afshin Bozorgzadeh: 15-6 / 15-6
- Chen Yu –  Jason Wong: 15-10 / 15-10
- Agus Hariyanto –  Arolas Amahit: 15-5 / 15-2
- Indra Wijaya –  Lee Chong Wei: 15-12 / 15-7
- Lee Hyun-il –  Jaime Llanes: 15-1 / 15-3
- Lin Dan –  Taufik Hidayat: 15-2 / 15-3
- Sairul Amar Ayob –  Fung Permadi: 15-3 / 15-7
- Wu Yunyong –  Hsuan Su-yi: 15-9 / 15-11
- Shon Seung-mo –  Xiao Hui: 15-8 / 15-7
- Lee Tsuen Seng –  Hidetaka Yamada: 15-2 / 15-8
- Xia Xuanze –  Park Tae-sang: 15-12 / 15-17 / 15-6
- Agus Hariyanto –  Chen Yu: 15-0 / 15-12
- Indra Wijaya –  Lee Hyun-il: 8-15 / 15-11 / 15-10
- Lin Dan –  Sairul Amar Ayob: 15-8 / 10-15 / 15-11
- Shon Seung-mo –  Wu Yunyong: 6-15 / 17-14 / 15-9
- Xia Xuanze –  Lee Tsuen Seng: 11-15 / 15-9 / 15-10
- Indra Wijaya –  Agus Hariyanto: 15-6 / 15-3
- Lin Dan –  Shon Seung-mo: 3-15 / 15-11 / 15-7
- Xia Xuanze –  Indra Wijaya: 15-7 / 15-8
- Xia Xuanze –  Lin Dan: 15-10 / 15-9

### Dameneinzel
- Iva Vrova Al-Katrib –  Paula Obanana: 4-11 / 11-5 / 11-6
- Lei Sao Chi –  Shruti Kurien: 11-4 / 11-0
- Kennie Asuncion –  Kyoko Komuro: 11-3 / 8-11 / 11-8
- Lee Kyung-won –  Vanessa Tanco: 11-3 / 11-1
- Chandrika de Silva -  Rasha Al-Hassan: 11-1 / 11-1
- Mika Anjo –  Chona Rivera: w.o.
- Wang Chen –  Dilhani de Silva: 11-1 / 11-2
- Chen Wan-ju –  Regine Katigbak: 11-0 / 11-0
- Hu Ting –  Mika Anjo: 11-3 / 11-1
- Kaori Mori –  Lee Yin Yin: 11-1 / 11-1
- Chien Yu-chin -  Iva Vrova Al-Katrib: 11-2 / 11-4
- Jun Jae-youn –  Chen Yi Ling: 11-1 / 9-11 / 11-8
- Dong Fang –  Lei Sao Chi: 11-1 / 11-3
- Huang Chia-chi –  Kennie Asuncion: 9-11 / 11-7 / 11-2
- Wong Mew Choo –  Louisa Koon Wai Chee: 11-3 / 11-6
- Atu Rosalina –  Chiu Yi-ju: 11-2 / 11-9
- Zhang Ning –  Alicia Ma Alma Ledesma: 11-1 / 11-0
- Lee Kyung-won –  Huang Chia-hsin: 11-3 / 13-11
- Ling Wan Ting –  Aparna Popat: 11-8 / 11-7
- Tang Chunjue –  Chandrika de Silva: 11-2 / 11-3
- Kanako Yonekura –  Woon Sze Mei: 11-5 / 11-9
- Jwala Gutta –  Ellen Angelina: w.o.
- Wang Chen –  Chen Wan-ju: 11-2 / 11-1
- Hu Ting –  Jwala Gutta: 11-4 / 11-1
- Kaori Mori –  Chien Yu-chin: 11-4 / 13-10
- Dong Fang –  Jun Jae-youn: 11-2 / 11-6
- Huang Chia-chi –  Wong Mew Choo: 11-1 / 11-7
- Zhang Ning –  Atu Rosalina: 11-5 / 11-2
- Ling Wan Ting –  Lee Kyung-won: 11-9 / 12-13 / 11-4
- Tang Chunjue –  Kanako Yonekura: 9-11 / 11-4 / 11-6
- Wang Chen –  Hu Ting: 11-9 / 4-11 / 11-3
- Dong Fang –  Kaori Mori: 11-3 / 3-11 / 11-3
- Zhang Ning –  Huang Chia-chi: 11-4 / 11-7
- Ling Wan Ting –  Tang Chunjue: 13-12 / 11-8
- Wang Chen –  Dong Fang: 5-11 / 11-1 / 11-4
- Zhang Ning –  Ling Wan Ting: 11-3 / 11-2
- Zhang Ning –  Wang Chen: 11-1 / 11-3

### Herrendoppel
- Vanna Khun /  Sokhang Krang –  Hesham Abdulrahman Mohamed Alabbasi /  Jaffer Sayede: 15-8 / 15-2
- Bassel Al-Dora /  Tareq Shalhoum –  Tong O Man /  Wen Si Ming: 15-13 / 15-13
- Siphanthan Long /  Bunarith Sam - Saleh Mohammed /  Assad C. E. Sayed: 15-3 / 15-6
- Tri Kusharyanto /  Bambang Suprianto –  Riyaz Ahmed /  Abdulla Fathulla Shakeeb: 15-4 / 15-4
- Tony Gunawan /  Candra Wijaya –  Lin Woon Fui /  Fairuzizuan Tazari: 15-5 / 15-1
- Arolas Amahit /  Ian Gil Piencenaves –  Golam Reza Bagheri /  Jalal Eskandari: 15-7 / 15-5
- Sanave Thomas /  Valiyaveetil Diju –  Chinthaka Gunaratne /  Niroshan John: 15-2 / 15-2
- Norio Imai /  Hiroshi Ohyama –  Lic-Kai Jack Hee /  Patrick Lau Kim Pong: 12-15 / 15-4 / 15-9
- Ma Che Kong /  Yau Tsz Yuk –  Hồ Văn Lợi /  Nguyễn Anh Hoàng: 15-7 / 15-7
- Cheng Rui /  Wang Wei -  Bassel Al-Dora /  Tareq Shalhoum: 15-2 / 15-1
- Ade Lukas /  Andreas Setiawan –  Lloyd Escoses /  Jaime Junio: 15-2 / 15-3
- Jeremy Gan /  Ng Kean Kok –  Hsiao Cheng-wen /  Lee Sung-yuan: 15-6 / 15-9
- Alvent Yulianto /  Hendra Gunawan –  Naseer Adbulla Ali /  Moosa Nashid: 15-2 / 15-1
- Chien Yu-hsun /  Huang Shih-chung –  Songphon Anugritayawon /  Peerasak Wiriyaphadungphong: 15-3 / 15-2
- Kim Sang-soo /  Lee Jae-jin –  Markose Bristow /  Vijaydeep Singh: 15-7 / 6-15 / 15-12
- Chang Kim Wai /  Hong Chieng Hun –  Liu Kwok Wa /  Albertus Susanto Njoto: 15-4 / 9-15 / 15-2
- Sang Yang /  Zheng Bo –  Dinesh D. Ranasinghe /  Udaya Wanasinghe: 15-0 / 15-3
- Hendri Kurniawan Saputra /  Wandry Kurniawan Saputra –  Gan Teik Chai /  Rosman Razak: 9-15 / 15-13 / 15-9
- Yousuke Nakanishi /  Shinya Ohtsuka –  Jaime Llanes /  Melvin Llanes: 17-14 / 15-3
- Tri Kusharyanto /  Bambang Suprianto –  Đỗ Quang Huy /  Thang Le Dai: 15-3 / 15-8
- Tony Gunawan /  Candra Wijaya –  Arolas Amahit /  Ian Gil Piencenaves: 15-1 / 15-8
- Norio Imai /  Hiroshi Ohyama –  Sanave Thomas /  Valiyaveetil Diju: 15-11 / 15-10
- Cheng Rui /  Wang Wei –  Ma Che Kong /  Yau Tsz Yuk: 15-11 / 15-10
- Jeremy Gan /  Ng Kean Kok –  Ade Lukas /  Andreas Setiawan: 15-5 / 9-15 / 15-8
- Alvent Yulianto /  Hendra Gunawan –  Chien Yu-hsun /  Huang Shih-chung: 15-12 / 15-8
- Chang Kim Wai /  Hong Chieng Hun –  Kim Sang-soo /  Lee Jae-jin: 15-10 / 17-15
- Sang Yang /  Zheng Bo –  Hendri Kurniawan Saputra /  Wandry Kurniawan Saputra: 11-15 / 15-11 / 15-2
- Tri Kusharyanto /  Bambang Suprianto –  Yousuke Nakanishi /  Shinya Ohtsuka: 15-4 / 15-4
- Tony Gunawan /  Candra Wijaya –  Norio Imai /  Hiroshi Ohyama: 15-7 / 15-11
- Cheng Rui /  Wang Wei –  Jeremy Gan /  Ng Kean Kok: 15-9 / 17-14
- Alvent Yulianto /  Hendra Gunawan –  Chang Kim Wai /  Hong Chieng Hun: 12-15 / 15-11 / 17-15
- Tri Kusharyanto /  Bambang Suprianto –  Sang Yang /  Zheng Bo: 15-5 / 15-8
- Tony Gunawan /  Candra Wijaya –  Cheng Rui /  Wang Wei: 15-4 / 17-14
- Tri Kusharyanto /  Bambang Suprianto –  Alvent Yulianto /  Hendra Gunawan: 15-4 / 15-9
- Tri Kusharyanto /  Bambang Suprianto –  Tony Gunawan /  Candra Wijaya: 8-15 / 15-13 / 15-13

### Damendoppel
- Louisa Koon Wai Chee /  Ling Wan Ting –  Chin Eei Hui /  Fong Chew Yen: 15-11 / 15-9
- Ku Pei-ting /  Peng Ju-yu –  Kennie Asuncion /  Paula Obanana: 15-10 / 15-5
- Jwala Gutta /  Shruti Kurien –  Michelle De Jesus /  Alicia Ma Alma Ledesma: 15-3 / 15-3
- Mika Anjo /  Chikako Nakayama –  Lee Yin Yin /  Wong Mew Choo: 15-9 / 15-5
- Deyana Lomban /  Vita Marissa –  Sathinee Chankrachangwong /  Kunchala Voravichitchaikul: 15-5 / 15-2
- Dilhani de Silva /  Chandrika de Silva –  Regine Katigbak /  Vanessa Tanco: 15-4 / 15-7
- Diah Novita /  Rosie Riani –  Lei Sao Chi /  Pun Wai Kun: w.o.
- Gao Ling /  Huang Sui -  Rasha Al-Hassan /  Iva Vrova Al-Katrib: 15-2 / 15-0
- Diah Novita /  Rosie Riani –  Chen Yueh-ying /  Tsai Chia-chun: 15-3 / 15-13
- Seiko Yamada /  Shizuka Yamamoto –  Louisa Koon Wai Chee /  Ling Wan Ting: 17-14 / 17-16
- Eny Erlangga /  Jo Novita –  Ku Pei-ting /  Peng Ju-yu: 15-10 / 15-8
- Zhao Tingting /  Zhang Yawen –  Jwala Gutta /  Shruti Kurien: 15-3 / 15-5
- Cheng Wen-hsing /  Chien Yu-chin –  Mika Anjo /  Chikako Nakayama: 15-13 / 15-12
- Deyana Lomban /  Vita Marissa –  Lee Hyo-jung /  Lee Kyung-won: 15-7 / 13-15 / 15-1
- Kaori Mori /  Megumi Oniike –  Dilhani de Silva /  Chandrika de Silva: 15-0 / 15-11
- Gao Ling /  Huang Sui –  Diah Novita /  Rosie Riani: 15-10 / 15-0
- Eny Erlangga /  Jo Novita –  Seiko Yamada /  Shizuka Yamamoto: 15-10 / 15-13
- Zhao Tingting /  Zhang Yawen –  Cheng Wen-hsing /  Chien Yu-chin: 15-3 / 17-14
- Deyana Lomban /  Vita Marissa –  Kaori Mori /  Megumi Oniike: 15-2 / 15-13
- Gao Ling /  Huang Sui –  Eny Erlangga /  Jo Novita: 15-5 / 15-3
- Deyana Lomban /  Vita Marissa –  Zhao Tingting /  Zhang Yawen: 15-12 / 11-15 / 15-12
- Gao Ling /  Huang Sui –  Deyana Lomban /  Vita Marissa: 12-15 / 15-4 / 15-6

### Mixed
- Alvent Yulianto /  Eny Erlangga –  Lu Feng-chieh /  Chen Wan-ju: 15-9 / 17-15
- Valiyaveetil Diju /  Jwala Gutta –  Chinthaka Gunaratne /  Dilhani de Silva: 15-1 / 15-0
- Tri Kusharyanto /  Emma Ermawati –  Roderick Bartolome /  Paula Obanana: 15-3 / 15-5
- George Thomas /  Shruti Kurien –  Hsiao Cheng-wen /  Chen Yi Ling: 3-15 / 15-7 / 17-15
- Hendra Gunawan /  Jo Novita –  Wen Si Ming /  Lei Sao Chi: w.o.
- Kim Dong-moon /  Ra Kyung-min –  Wen Si Ming /  Lei Sao Chi: 15-0 / 15-1
- Lee Sung-yuan /  Peng Ju-yu –  Jaime Junio /  Regine Katigbak: 15-6 / 15-3
- Albertus Susanto Njoto /  Wang Chen –  Norio Imai /  Chikako Nakayama: 15-13 / 15-10
- Sang Yang /  Zhao Tingting –  Alvent Yulianto /  Eny Erlangga: 15-6 / 15-12
- Tony Gunawan /  Vita Marissa –  Gan Teik Chai /  Chin Eei Hui: 15-6 / 15-6
- Huang Shih-chung /  Huang Chia-hsin –  Melvin Llanes /  Michelle De Jesus: 17-16 / 15-7
- Liu Kwok Wa /  Louisa Koon Wai Chee –  Ian Gil Piencenaves /  Vanessa Tanco: 15-2 / 15-4
- Cheng Rui /  Huang Sui –  Valiyaveetil Diju /  Jwala Gutta: 15-4 / 15-7
- Lee Jae-jin /  Lee Hyo-jung –  Hendra Gunawan /  Jo Novita: 15-13 / 15-6
- Tri Kusharyanto /  Emma Ermawati –  Chang Jeng-shyuang /  Chien Hsui-lin: 15-5 / 15-5
- Yau Tsz Yuk /  Ling Wan Ting –  Songphon Anugritayawon /  Kunchala Voravichitchaikul: 15-3 / 15-4
- Zheng Bo /  Zhang Yawen –  George Thomas /  Shruti Kurien: 15-4 / 15-5
- Ng Kean Kok /  Fong Chew Yen -  Tareq Shalhoum /  Iva Vrova Al-Katrib: 15-3 / 15-6
- Kennevic Asuncion /  Kennie Asuncion –  Niroshan John /  Chandrika de Silva: 15-4 / 15-1
- Bambang Suprianto /  Minarti Timur –  Hiroshi Ohyama /  Megumi Oniike: 15-3 / 15-4
- Chien Yu-hsun /  Cheng Wen-hsing - bye: w.o.
- Kim Dong-moon /  Ra Kyung-min –  Lee Sung-yuan /  Peng Ju-yu: 15-2 / 15-5
- Albertus Susanto Njoto /  Wang Chen –  Sang Yang /  Zhao Tingting: 6-15 / 15-5 / 15-11
- Tony Gunawan /  Vita Marissa –  Huang Shih-chung /  Huang Chia-hsin: 15-3 / 15-5
- Cheng Rui /  Huang Sui –  Liu Kwok Wa /  Louisa Koon Wai Chee: 15-4 / 15-5
- Chien Yu-hsun /  Cheng Wen-hsing –  Lee Jae-jin /  Lee Hyo-jung: 11-15 / 15-11 / 15-13
- Tri Kusharyanto /  Emma Ermawati –  Yau Tsz Yuk /  Ling Wan Ting: 15-3 / 15-0
- Zheng Bo /  Zhang Yawen –  Ng Kean Kok /  Fong Chew Yen: 15-3 / 15-6
- Bambang Suprianto /  Minarti Timur –  Kennevic Asuncion /  Kennie Asuncion: 17-15 / 15-7
- Kim Dong-moon /  Ra Kyung-min –  Albertus Susanto Njoto /  Wang Chen: 15-7 / 5-2 Ret.
- Tony Gunawan /  Vita Marissa –  Cheng Rui /  Huang Sui: 15-11 / 15-10
- Tri Kusharyanto /  Emma Ermawati –  Chien Yu-hsun /  Cheng Wen-hsing: 15-8 / 15-9
- Bambang Suprianto /  Minarti Timur –  Zheng Bo /  Zhang Yawen: 15-8 / 17-14
- Kim Dong-moon /  Ra Kyung-min –  Tony Gunawan /  Vita Marissa: 12-15 / 15-13 / 15-9
- Bambang Suprianto /  Minarti Timur –  Tri Kusharyanto /  Emma Ermawati: 15-4 / 15-11
- Kim Dong-moon /  Ra Kyung-min –  Bambang Suprianto /  Minarti Timur: 11-15 / 15-4 / 15-3

## Medaillenspiegel
| Rang   | Land       | Gold | Silber | Bronze | Gesamt |
| ------ | ---------- | ---- | ------ | ------ | ------ |
| 1      | China      | 3    | 1      | 3      | 7      |
| 2      | Indonesien | 1    | 3      | 4      | 8      |
| 3      | Südkorea   | 1    | 0      | 1      | 2      |
| 4      | Hongkong   | 0    | 1      | 1      | 2      |
| 5      | Singapur   | 0    | 0      | 1      | 1      |
| Gesamt | Gesamt     | 5    | 5      | 10     | 20     |